# 陈宝玲 (导演)
陈宝玲（Pauline Chan，1956年—）是一名澳大利亚华人女演员、电影导演、编剧和制片人。

## 早年生活
她生于越南，16岁之前一直在越南度过。越南战争期间她到了香港，并在那里读中学学习戏剧和表演。后来她去美国洛杉磯加利福尼亞大學学习拍摄电影。1980年代搬到澳大利亚，定居于悉尼。

## 事业
1987年，她参与了 George Miller 制作的电视系列片 Vietnam 的演出。在1989年的电视片 Bangkok Hilton 中，她扮演漂亮腐败的女看守 Kang 这个角色，与妮可·基嫚、曉高·韋榮等合作演出。
1991年，在都灵青年国际电影节(Torino International Festival of Young Cinema)上，她凭借短片 Dusty Hearts 获得“特殊奖”(Special Mention Award)。
1994年她编导了电影 Traps。最新作品是2011年编导的中澳合拍电影《幸福卡片》。

## 作品

### 演员
- 1987 Vietnam  电视系列
- 1989 The Flying Doctors  电视系列
- 1989 Simon Templar - Fear in Fun Park  电视系列
- 1989 Bangkok Hilton  电视系列
- 1989 Cassidy
- 1991 G.P.  电视系列
- 1992 The Girl from Tomorrow
- 1996 Little White Lies
- 1997 Paradise Road
- 1998 The Sugar Factory
- 2001 Sword of Honour

### 导演作品
- 1989 The Space Between the Door and the Floor
- 1991 Dusty Hearts
- 1994 Traps (兼任编剧)
- 1996 Little White Lies
- 2011 幸福卡片/33 Postcards (兼任编剧)[3]

### 制片人
- 2006 Ultraviolet
- 2009 寻龙夺宝/The Last Dragon - Search for the Last Pearl
- 2011 33 Postcards